# Baranja
Baranja (mađ. Baranya, njem. Branau) izdvojena je zemljopisna cjelina istočnohrvatske ravnice.

## Etimologija
Ime Baranje prema jednima dolazi od riječi Brangna. Prema drugim izvorima kažu da Baranja bila je osobno ime Brana ili Brangna.Ime možda i dolazi od slavenske/hrvatske riječi za područje bogato Barama, kako je to močvarni kraj.

## Zemljopisni položaj
Dunav i Drava tvore među prema Bačkoj i Slavoniji, a državna granica prema Mađarskoj povučena je kroz ravničarski kraj bez reljefne ili hidrografske prepreke. Taj prostor dio je šire, povijesne županije Baranje. Najstarija naselja spominju se već u XII. stoljeću (Branjin Vrh); ostala su zasnovana tijekom XIII. i XIV. stoljeća. Do podjele županije Baranje došlo je Trijanonskim mirom 1920. godine. Manji, tada jugoslavenski, a sada hrvatski dio Baranje obuhvaća 1147 četvornih kilometara, dok mađarski dio obuhvaća 4541 četvorni kilometar.

## Promet
Glavna veza Baranje s ostalim područjima Hrvatske jest željeznička i cestovna prometnica Beli Manastir-Osijek. Izgradnja cestovnog mosta kod Batine (1974.) pridonijela je boljem povezivanju sa susjednom Bačkom, a izgradnja cestovnog mosta kod Belišća boljem povezivanju sa Slavonijom. Veza s Mađarskom ostvaruje se preko graničnog prijelaza Duboševica-Udvar (ranije: Kneževo-Udvar) cestom Beli Manastir-Mohač (0-24 sata) ili preko graničnog prijelaza Baranjsko Petrovo Selo-Beremend (7-19 sati) ili željezničkom prugom Beli Manastir-Mađarboja (Magyarbóly). Administrativno Baranja danas pripada Osječko-baranjskoj županiji, dok je za vrijeme Jugoslavije pripadala regiji zvanoj Slavonija i Baranja, odn. Zajednica općina Osijek.

## Prirodnozemljopisne osobine Baranje
Baranja je pretežno nizinski kraj (najviši vrh Kamenjak ima 243 m, na Banskom brdu) s vrlo mladim reljefom. U sastavu i građi prevladavaju holocenski i pleistocenski sedimenti (les i lesolike naslage, pijesci i dr.). Ističu se ove morfološke cjeline: mlađe naplavne ravni, starija holocenska terasa Drave, mlađa i starija virmska terasa Drave, mlađa virmska terasa Dunava, lesne zaravni i Bansko brdo. Vrlo vlažne naplavne ravni (osobito u području Kopačkog rita) zauzimaju 63 % područja Baranje. Ocjedita područja (riječne terase i lesne zaravni) najpogodnija su za naseljavanje i poljodjelstvo (černozjomi i smeđe tlo). Problemi poplavnih područja Drave, Dunava i Karašice rješavaju se već gotovo stoljeće i pol. Do sada je u Baranji meliorirano oko 100.000 ha. Izgrađeno je oko 135 km nasipa i preko 1000 km kanala, a radi lakše plovidbe presječeni su i neki meandri Dunava i Drave. Najznačajniji vodeni tok je Dunav, koji je plovan čitave godine.
Baranja ima umjereno kontinentalnu klimu. Po prosječnoj godišnjoj količini oborina (642 mm) ubraja se među najsuše dijelove Hrvatske. Prosječna je godišnja temperatura 10,7 °C. Na području Baranje najčešće puše sjeverozapadni vjetar.
Od nekadašnjeg prirodnog vegetacijskog pokrova (hrastove šume i dr.) samo su u naplavnim ravnima mjestimično još sačuvani veći kompleksi hrasta lužnjaka, vrbe i johe. Osnovna vegetacija Kopačkog rita jest šaš, trstika i sl. Viši, ocjediti dijelovi terasa, zaravni i Banskog brda pretvoreni su u otvorene agrarne prostore. Manje površine pod šumom sekundarnog su podrijetla.

## Stanovništvo Baranje
Najstariji su tragovi o naseljenosti Baranje iz neolitika. Kad su došli Mađari (potkraj IX. st.), oni su uglavnom asimilirali Slavene. Srednjovjekovna Baranja bila je gusto naseljena. U tursko doba (1526. – 1687.) naseljavaju se u Baranji Srbi. Kad su se Turci poslije oslobođenja povukli, opustjelu Baranju naseljavaju Hrvati (Šokci) iz okolice Srebrenice u Bosni (1689. – 1713.), a za seobe Crnojevića (Čarnojevića) doseljava se i mnogo Srba. Od 1720. naseljavaju se Nijemci, ponajviše iz Austrije, Porajnja i Bavarske. Mađari su se zadržali uz Dunav i na Banskom brdu.
Prema podatcima iz 1720. godine Baranja je imala 6900 stanovnika. Otada, osim u razdoblju I. svjetskog rata i 1948. – 1953. kada se (zbog ratnih stradanja i iseljavanja Nijemaca) stanovništvo prorijedilo, ono je stalno u porastu.
U Baranji je složena nacionalna struktura. Iz Baranje su potkraj II. svjetskog rata izbjegli i prognani Nijemci, a jugoslavenske vlasti su na te njemačke posjede kolonizirali 1945. – 48. stanovništvo iz pasivnih krajeva, nešto više Srbe iz Banovine, a u nešto manjem udjelu Hrvate iz Zagorja, Međimurja i Dalmacije.
Izvor:
- "Enciklopedija Jugoslavije" (1 A-Biz), JLZ, Zagreb, 1980.

## Naselja u Baranji
Općine u Baranji(prema popisu iz 2001. godine) su:
Grad:
- Beli Manastir (Pélmonostor)  (10.986)

Općine:[ima i njemačkih imena]
- Darda (Dárda) (7062)
- Bilje (Bellye) (5480)
- Kneževi Vinogradi (Herczegszöllös) (5186)
- Draž (Darázs) (3356)
- Čeminac (Laskafalu) (2856)
- Petlovac (Baranyaszentistván) (2743)
- Jagodnjak (Kácsfalu) (2537)
- Popovac (Baranyabán)  (2427)

Abecedni popis svih naseljenih mjesta u Baranji (bez obzira imaju li status samostalnog naselja, ili ne, i postoje li još uvijek), uključujući pustare i salaše:
- Baranjsko Petrovo Selo (ulice)
- Batina (ulice)
- Beli Manastir (ulice)
- Bilje (ulice)
- Bolman (ulice)
- Branjina (ulice)
- Branjin Vrh (ulice)
- Brestovac
- Brod-Pustara
- Ciglana
- Čeminac (ulice)
- Darda (ulice)
- Draž (ulice)
- Duboševica (ulice)
- Gajić (ulice)
- Grabovac (ulice)
- Hatvan
- Jagodnjak (ulice)
- Jasenovac
- Kamenac
- Karanac
- Karaševo (danas dio Petrijevaca)
- Kazuk
- Kneževi Vinogradi
- Kneževo
- Kopačevo
- Kotlina
- Kozarac (ulice)
- Kozjak
- Krčevine[nedostaje izvor]
- Luč
- Lug (ulice)
- Majške Međe (ulice)
- Mece
- Malo Kneževo
- Mirkovac
- Mitrovac
- Novi Bezdan
- Novi Bolman (ulice)
- Novi Čeminac
- Novo Nevesinje
- Petlovac (ulice)
- Podolje (ulice)
- Podravlje
- Podunavlje
- Popovac
- Sokolovac
- Sudaraš
- Suza
- Šebešir
- Šećerana (ulice)
- Širine
- Šumarina (ulice)
- Švajcarnica
- Tikveš
- Topolje (ulice)
- Torjanci
- Tvrđavica
- Uglješ
- Vardarac
- Zeleno Polje
- Zlatna Greda
- Zmajevac
- Zornice